# Анастасий III
Анастасий III (на латински: Anastasius PP. III) е римски папа от април 911 до май 913 г. Римлянин е по рождение. Според слухове е незаконен син на своя предшественик папа Сергий III (904–911). Други източници посочват римски аристократ на име Лукиан като негов баща. Анастасий е от малкото папи, които не сменят името си след като са избрани за папа.
Погребан е в базиликата „Св. Петър“.